# Xã Weaver, Quận Tripp, Nam Dakota
Xã Weaver (tiếng Anh: Weaver Township) là một xã thuộc quận Tripp, tiểu bang Nam Dakota, Hoa Kỳ. Năm 2010, dân số của xã này là 39 người.